# یواس‌اس پرکینز (دی‌دی-۳۷۷)
یواس‌اس پرکینز (دی‌دی-۳۷۷) (به انگلیسی: USS Perkins (DD-377)) یک کشتی بود که طول آن ۳۴۱ فوت ۴ اینچ (۱۰۴٫۰۴ متر) بود. این کشتی در سال ۱۹۳۵ ساخته شد.